# Àngels Chacón
Pour les articles homonymes, voir Chacón.
María Àngels Chacón i Feixas est une femme politique espagnole, née le 17 juillet 1968 à Igualada (province de Barcelone). Elle est membre du Parti démocrate européen catalan (PDeCAT).
Elle travaille dans le secteur privé, avant d'être élue en 2011 au conseil municipal d'Igualada, où elle devient adjointe au maire. En juin 2017, elle est nommée directrice générale de l'Industrie de la généralité de Catalogne.
Elle intègre en juin 2018 le gouvernement catalan en qualité de conseillère aux Entreprises et à la Connaissance. Elle en est débarquée en septembre 2020, en raison d'une rupture au sein du mouvement indépendantiste. Elle est ensuite investie pour conduire le PDeCAT aux élections parlementaires de février 2021.
Le Parti démocrate échoue cependant à conserver sa représentation parlementaire. Élue quatre mois plus tard secrétaire générale du parti, elle démissionne en décembre 2021 afin de constituer un nouveau projet politique centriste et qui ne place plus l'indépendance au cœur de son programme. Elle quitte la vie politique en août suivant.

## Vie privée
María Àngels Chacón i Feixas naît le 17 juillet 1968 à Igualada, dans la province de Barcelone.  Son père a été conseiller municipal sans étiquette, élu sur la liste de la Convergence démocratique de Catalogne (CDC), à Vilanova del Camí durant son enfance. Il meurt d'un cancer en 2009.
Elle est divorcée et mère de deux enfants, un fils né en 2001 et une fille venue au monde en 2004,.

## Études et vie professionnelle
Àngels Chacón vit à Vilanova del Camí pendant 26 ans. Elle accomplit ses études primaires et secondaires dans des établissements privés laïques.
Elle est titulaire d'une licence en droit de l'université de Barcelone (UB) et détentrice d'une spécialisation en commerce international. Elle maîtrise l'espagnol, le catalan, l'anglais et l'allemand. Elle travaille d'abord dans le secteur de la papeterie, comme directrice des exportations vers l'Europe de l'Est et le Moyen-Orient.
Entre 2008 et 2011, elle est la directrice générale de l'Union des entreprises d'Anoia. À ce poste, elle impulse la création — conjointement au chirurgien Enric Macarulla — d'un centre d'innovation dans le domaine de la simulation pour les professionnels de la santé.

## Engagement politique

### Adjointe au maire et haute fonctionnaire

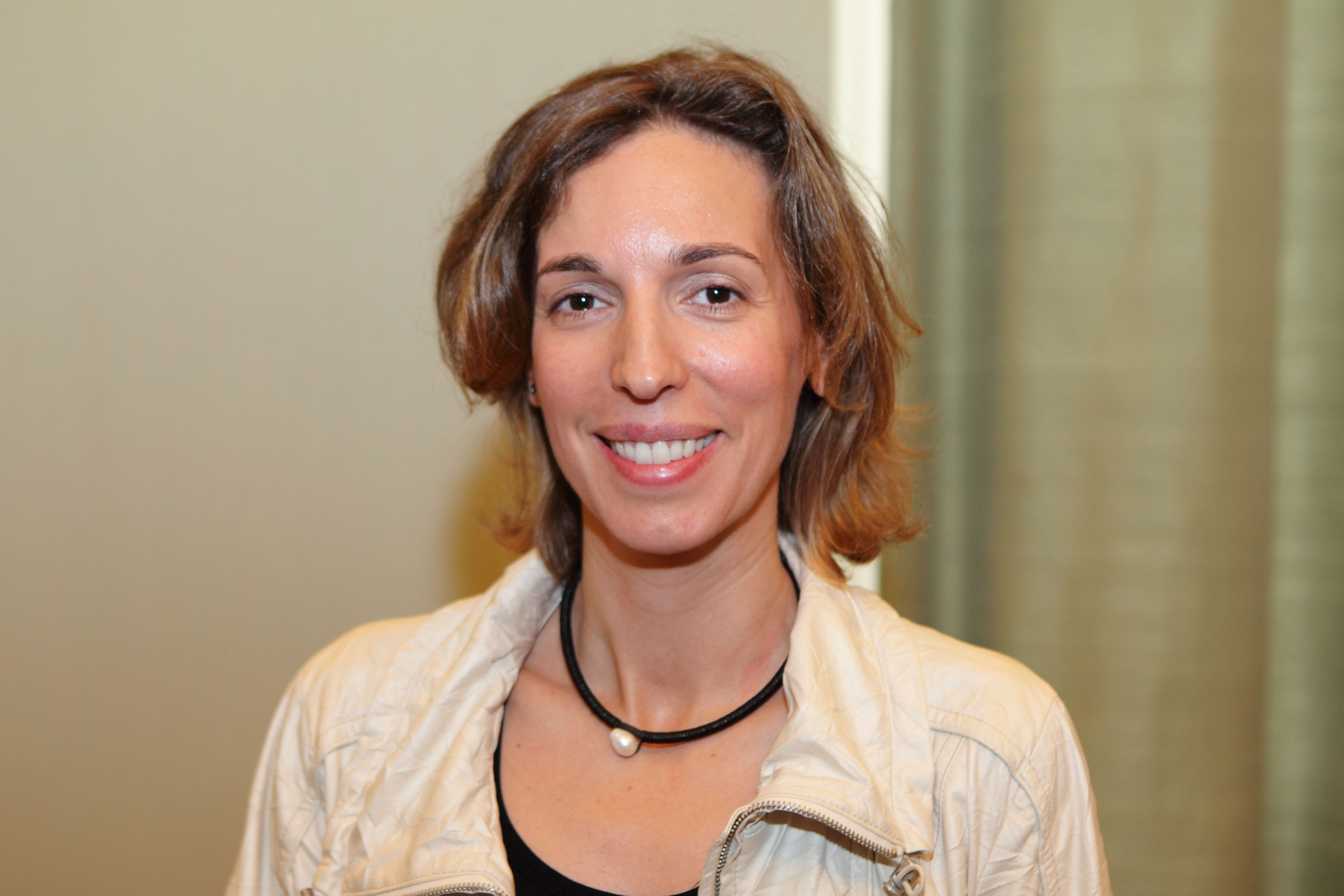
En 2011, Àngels Chacón se présente aux élections municipales à Igualada.

Dans la perspective des élections municipales du 22 mai 2011, la Convergence démocratique de Catalogne (CDC) propose à Àngels Chacón d'être candidate sans étiquette sur la liste de Marc Castells (ca) à Igualada. Élu maire de la ville, Castells la nomme deuxième adjointe, déléguée à la Dynamisation économique, au Commerce et Tourisme. Réélue aux élections du 24 mai 2015, elle devient première adjointe, déléguée à la Dynamisation économique, à la Connaissance, à l'Internationalisation et à l'Intérieur.
Elle se présente ensuite aux élections générales anticipées du 26 juin 2016, occupant la septième place de la liste de la CDC dans la circonscription de Barcelone. Elle n'est cependant pas élue au Congrès des députés. Elle s'engage un mois plus tard au sein d'un parti en rejoignant le Parti démocrate européen catalan (PDeCAT) — successeur de la CDC — lors de son congrès fondateur.
Le 13 juin 2017, le gouvernement catalan de Carles Puigdemont la choisit comme directrice générale de l'Industrie, ce qui amène le maire d'Igualada à réduire le champ de ses délégations pour lui permettre d'exercer ces deux responsabilités.

### Conseillère du gouvernement catalan

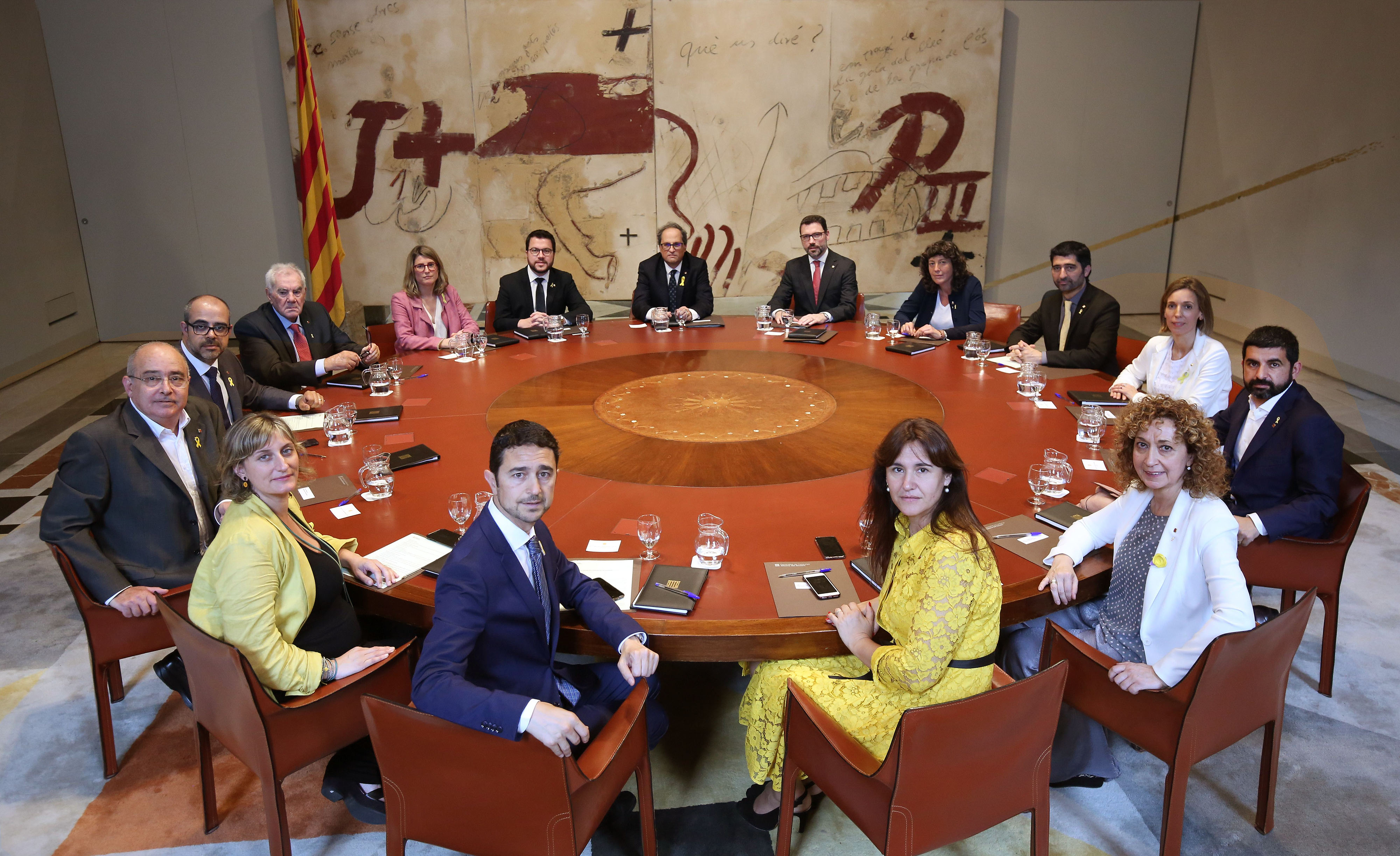
Àngels Chacón siège au gouvernement catalan entre 2018 et 2020.

Àngels Chacón est publiquement annoncée, le 29 mai 2018, comme future conseillère aux Entreprises et à la Connaissance dans le gouvernement que compte former l'indépendantiste Quim Torra ; ce poste devait en principe revenir à Elsa Artadi, mais l'interdiction faite à Torra de nommer des dirigeants indépendantistes en exil ou en prison à des postes exécutifs l'a contraint à remanier son équipe, désignant Artadi comme conseillère à la Présidence. Avec l'ensemble du nouvel exécutif territorial, elle est assermentée le 2 juin, devenant la première femme à diriger son département exécutif.
Elle est relevée de ses responsabilités par Quim Torra le 3 septembre 2020, quelques jours après la rupture entre le nouveau parti de Carles Puigdemont, Ensemble pour la Catalogne (JxCat), et le PDeCAT. Dans un texte qu'elle publie sur son compte Twitter, elle confie trouver « douloureux » d'être révoquée « d'une manière aussi abrupte et alors que la législature touche presque à sa fin ». Un mois plus tard, elle sous-entend que son renvoi au profit de Ramon Tremosa est effectivement lié à son refus d'adhérer à JxCat.

### Cheffe de file aux élections de 2021
À l'été 2020, le nom d'Àngels Chacón est cité comme potentielle cheffe de file électorale du PDeCAT lors des prochaines élections au Parlement de Catalogne. Sa candidature permettrait au Parti démocrate de mettre en avant son identité politique, indépendantiste et modérée, tout en n'étant pas issue de la Convergence démocratique, parti dont le nom est désormais associé à de nombreux scandales de corruption. Elle annonce le 11 octobre suivant son intention d'être candidate aux élections primaires engagées par son parti, affirmant que son projet repose sur l'obtention de l'indépendance sans recourir à la confrontation avec l'État espagnol.
Unique candidate aux primaires, parrainée par des figures majeures du PDeCAT comme l'ancien président de la Généralité Artur Mas ou l'ancien maire de Barcelone Xavier Trias, elle remporte le scrutin le 2 novembre avec 93,14 % de votes favorables contre 4,13 % de refus et 2,73 % de votes blancs, le taux de participation parmi les bases militantes s'élevant à 39,2 % des inscrits. Devant la commission exécutive, elle rappelle l'engagement du Parti démocrate en faveur de l'indépendance de la Catalogne mais souligne que l'unité du camp séparatiste — à laquelle le PDeCAT a contribué avec Ensemble pour le oui puis Ensemble pour la Catalogne — ne signifie pas pour autant qu'il doive être uniforme.
La campagne du PDeCAT, qui dispose des droits rattachés à l'ancienne coalition Ensemble pour la Catalogne en matière de temps de parole et de subventions électorales, adopte un ton conservateur sur les questions économiques, défend une gestion pragmatique de la généralité de Catalogne et critique la politique conduite par Quim Torra au cours des années précédentes. À l'issue du scrutin, le parti disparaît du Parlement après avoir récolté seulement 75 500 voix, ce qui ne lui permet pas de franchir le seuil électoral des 3 %. Àngels Chacón salue la victoire globale du camp indépendantiste mais regrette que ce projet politique ne soit plus conditionné par un parti centriste dans l'hémicycle parlementaire.

### Secrétaire générale du PDeCAT
La direction du Parti démocrate européen catalan annonce le 22 mars suivant son intention de convoquer une assemblée extraordinaire les 15 et 16 mai, afin de se réorganiser et de renouveler sa direction, Àngels Chacón étant évoquée comme possible relève de David Bonvehí à la direction du parti. Elle annonce effectivement son intention d'être candidate au secrétariat général — transformé en véritable organe exécutif en remplacement de la présidence, désormais honorifique — au cours de la première journée de l'assemblée extraordinaire.
Deux semaines plus tard, le 29 mai, sa candidature est approuvée, étant la seule déposée. Le 12 juin, Àngels Chacón est proclamée secrétaire générale du PDeCAT lors d'une réunion en ligne, saluant la réélection de David Bonvehí à la présidence et la désignation de Marc Solsona (ca) comme secrétaire général adjoint et Quim Nin (ca) en qualité de président du conseil national.

### Secrétaire générale de Centrem
Le 25 octobre 2021, Àngels Chacón convoque une conférence de presse à laquelle assistent par exemple Artur Mas, Felip Puig (ca), Carles Campuzano et Germà Gordó (ca), mais aucun représentant d'Ensemble pour la Catalogne (Junts). Elle y propose la création d'un projet politique « centriste et d'intégration » qui irait au-delà du seul Parti démocrate européen catalan. Elle suggère à cette occasion que la solution au conflit avec l'État espagnol ne passe pas nécessairement par l'accession à l'indépendance de la Catalogne, évoquant « le plus haut niveau de souveraineté » qui pourrait se retrouver dans une révision constitutionnelle, un renforcement de la décentralisation ou un statut spécifique au sein de l'Union européenne. Au-delà du sujet souverainiste, son propos retrouve les accents de l'ancienne Convergence démocratique de Catalogne (CDC) en insistant fortement sur les questions économiques et fiscales.
Elle publie le 22 décembre suivant sur les réseaux sociaux une lettre aux militants démocrates par laquelle elle annonce sa démission du secrétariat général du PDeCAT, une décision qu'elle justifie par sa volonté de présenter publiquement le 11 janvier 2022 un projet « du centre, large et intégrateur ». Elle ambitionne de réunir en un seul parti le Parti démocrate et Convergents (ca), Lliures (ca) et la Ligue démocratique (ca) (Lliga). À la date prévue, elle annonce la création de Centrem (ca), dont le congrès fondateur est prévu en mars 2022, qu'elle présente comme un parti centriste qui refuse l'indépendance unilatérale et la confrontation avec l'État et défend un renforcement de la décentralisation, et qui présentera des candidatures aux élections municipales de 2023. Repoussé au mois de mai 2022, le congrès fondateur élit le 5 mai Àngels Chacón comme secrétaire générale avec 77,7 % des voix face à une seule concurrente.
Elle annonce le 13 août 2022, par l'intermédiaire d'une lettre aux militants, qu'elle démissionne de ses fonctions de secrétaire générale et quitte la vie politique en raison de la dynamique interne aux partis politiques. Elle indique cependant demeurer militante de Centrem,.